# Agrotis biconica
Agrotis biconica is een vlinder uit de familie uilen (Noctuidae). De wetenschappelijke naam van deze soort is voor het eerst geldig gepubliceerd in 1844 door Kollar.
De soort komt voor in tropisch Afrika.